# 2060 Chiron
Chirone (ufficialmente 2060 Chiron) fu inizialmente identificato come un asteroide, ma è in realtà una delle più massicce comete periodiche conosciute del sistema solare. La sua designazione cometaria è 95P/Chiron. È inoltre considerato il prototipo della classe degli asteroidi centauri, caratterizzati da orbite comprese fra quella di Giove e quella di Nettuno.

## Storia
Chirone fu scoperto nel 1977 dall'astronomo statunitense Charles Kowal, dal telescopio Schmidt da 120 cm dell'Osservatorio di Monte Palomar; confrontando due lastre fotografiche relative alla stessa regione della volta celeste prese in due momenti diversi, egli notò un oggetto che si muoveva sullo sfondo delle stelle fisse: un asteroide.
Si trattava tuttavia di un corpo assolutamente inusuale per le conoscenze scientifiche dell'epoca; Chirone si muoveva su di un'orbita che lo portava addirittura ad avvicinarsi ad Urano (non si conoscevano altri asteroidi che raggiungessero simili distanze dal Sole). I suoi parametri orbitali facevano piuttosto pensare ad una cometa, ma l'oggetto non mostrava alcuna coda visibile, e le sue dimensioni — nell'ordine dei 200 km di diametro — ne escludevano la natura puramente cometaria. Kowal battezzò allora il planetoide con il nome del centauro Chirone, per analogia con la duplice natura di asteroide e cometa. Chirone, secondo la mitologia greca, era inoltre figlio di Crono (Saturno) e nipote di Urano.

## Parametri orbitali

Orbita di Chirone rispetto ai giganti gassosi

Chirone si muove lungo un'orbita ellittica, di tipo caotico, compresa all'interno di quella del pianeta Urano, e che interseca periodicamente quella di Saturno (si tratta cioè di un asteroide cronosecante). La sua orbita viene pesantemente modificata ogni poche decine di migliaia d'anni dal passaggio ravvicinato con i giganti gassosi del sistema solare, e questo la rende fortemente instabile e difficile da prevedere.
Alcuni astronomi hanno fatto notare che Febe, uno dei satelliti naturali più esterni del pianeta Saturno, che ruota attorno al pianeta madre in direzione retrograda, potrebbe in verità condividere la stessa, misteriosa origine di Chirone.
È stato calcolato che nel 1664 a.C. Chirone abbia attraversato il sistema di Saturno, passando ad appena 16 milioni di chilometri dal pianeta (una distanza appena 3 milioni di km superiore rispetto al semiasse maggiore dell'orbita di Febe).

## Dati fisici
Nel 1988 si è osservato che Chirone stava mostrando un aumento di luminosità nell'ordine di una magnitudine; il comportamento, tipico delle comete, risulta tuttavia anomalo per un asteroide. Successive osservazioni, nel 1989, permisero di individuare la chioma cometaria dell'oggetto, durante la fase di avvicinamento al perielio.
Attualmente si conosce un altro centauro, Echeclo, che presenta un comportamento cometario; gli unici altri tre asteroidi classificati anche come comete sono Wilson-Harrington, Elst-Pizarro e LINEAR.
In seguito alla scoperta nel 2014 di un sistema di anelli attorno al centauro 10199 Chariklo, José L.Ortiz e colleghi hanno rianalizzato i dati raccolti durante le occultazioni stellari che hanno coinvolto Chirone. Sono così giunti alla conclusione che le strutture simmetriche attorno all'asteroide — che erano state identificate come getti derivanti dall'attività cometaria — potrebbero essere degli anelli, con un diametro stimato in 324±10 km. Ciò spiegherebbe anche alcune osservazioni spettroscopiche sulla composizione dell'asteroide.